# Delantales
En tauromaquia, el delantal es un lance o suerte que se efectúa sujetando el capote con las dos manos.
Se atribuye su creación a Joselito el Gallo. En los delantales, se recibe al toro a pies juntos, cogiendo el capote con las manos vueltas hacia el cuerpo, quedando como si fuera un delantal y toreando con el envés de las manos. En este lance, el capote queda más ceñido al cuerpo que en la verónica, donde el capote se coge con las manos hacia delante. Se utiliza en el primer tercio de la lidia y más frecuente en forma de quites o para poner al toro en suerte.
La principal diferencia con la verónica es que en esta, se sacan el capote y los brazos por fuera del cuerpo para llevar al toro largo, toreado y embebido, mientras que en el delantal, se trata de todo lo contrario. En los delantales, se le quita el capote de la cara al toro y se meten los brazos hacia dentro, aunque nunca los codos, a la vez que se tiende a echar el cuerpo ligeramente hacia delante para reunirse con el toro si este se ha desplazado demasiado.
El delantal se trata de una suerte en la que no pasa el toro, en la que los pies del torero juegan a la verónica y sus manos a la navarra. Es una de las suertes de capa en las que más torea la cintura. La principal diferencia entre el delantal y la navarra es que el torero no realiza un giro total.